# Agia Laura

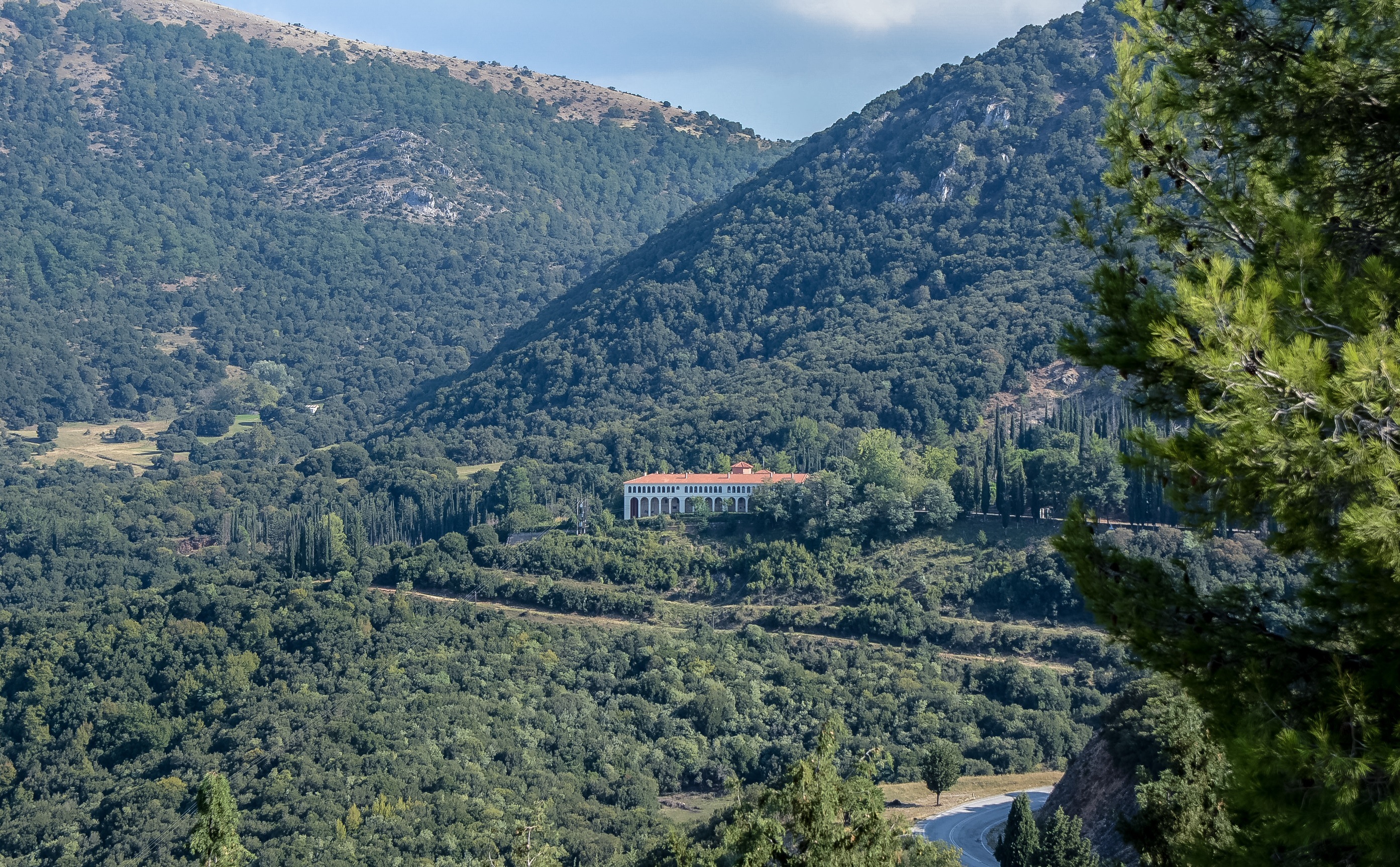
O mosteiro em 2016

Agia Laura ("Santa Lavra") é um monastério nas proximidades de Calávrita, Acaia, na Grécia. Foi construído em 961, na montanha Chelmos, a uma altitude de 961 m. Pode ser descrito como o local de nascimento da Grécia moderna. Permanece como um dos mais antigos monastérios do Peloponeso.
Foi construído no século X, mas, devido a um incêndio, foi reconstruído totalmente em 1585 pelo Império Otomano. Começou a ser redecorado com afrescos, à partir de 1600, os trabalhos artísticos foram concluídos em 1645. Tornou a ser destruído por incêndios nos anos de 1715 e em 1826 pelos exércitos do rei Ibraim Paxá do Egito. Em 1850 após o renascimento da Grécia moderna, o prédio foi completamente reconstruído. O monastério foi destruído novamente em 1943 por forças do Exército Alemão, durante os conflitos da Segunda Guerra Mundial.
Está famosamente ligado à Guerra da Independência Grega, uma vez que foi aqui que o apelo à Eleftheria I Thanatos (Ελεεερα ή πάνατος) foi ouvido pela primeira vez em 25 de março de 1821, lançando a revolução contra o Império Otomano. Nesse dia, o Bispo Germanos de Patras realizou uma doxologia e fez um juramento aos combatentes do Peloponeso. A bandeira revolucionária foi hasteada pelo Bispo sob a árvore do avião, mesmo à saída do portão do mosteiro.
Até hoje, as vestes de germanos, documentos, livros, ícones, o Evangelho da Czarina Catarina II da Rússia, vasos sagrados, cruzes, etc. são preservados no museu do Mosteiro, juntamente com as relíquias sagradas de São Aleixo, dadas pelo imperador bizantino Manuel II Paleólogo em 1398. Peças de bordados, feitas com fios de ouro ou prata tecidos em materiais de seda puros em Esmirna e Constantinopla, são também posses do Mosteiro e datam do século XVI.
Na colina oposta, do monumento aos heróis da Revolução de 1821 pode ver-se um panorama com o mosteiro.